# Колкино (Ярославская область)
Колкино — деревня в Первомайском районе Ярославской области, входит в состав Пречистенского сельского поселения, центр Колкинского сельского округа.

## География
Расположена в 2 км на запад от посёлка Скалино и в 19 км на северо-запад от райцентра посёлка Пречистое.

## История
В конце XIX — начале XX века деревня входила в состав Черностанской волости Любимского уезда Ярославской губернии.
С 1929 года деревня входила в состав Милковского сельсовета Даниловского района, в 1935 — 1963 годах в составе Пречистенского района, с 1954 года — центр Колкинского сельсовета, с 1965 года — в составе Первомайского района, с 2005 года — в составе Пречистенского сельского поселения.

## Население
| 1859 | 2002 | 2007 | 2010 |
| ---- | ---- | ---- | ---- |
| 45   | ↗73  | →73  | ↘66  |